# Pseudomys patrius
Pseudomys patrius là một loài động vật có vú trong họ Chuột, bộ Gặm nhấm. Loài này được Thomas & Dollman mô tả năm 1909.